# Eupithecia flavoapicaria
Eupithecia flavoapicaria (en japonés, キモンカバナミシャク) es una especie de polilla de la familia Geometridae. La especie fue descrita por primera vez por Hiroshi Inoue habiendo sido descrita en 1979, con distribución en Japón y la República de China. El holotipo de la especie fue descrita en la ciudad de Ōmuta (Fukuoka), a una altitud de 2200 metros (7217,8 pies) sobre el nivel del mar. Esta especie pertenece al grupo de especies proterva.

## Descripción
La polilla es pequeña con una envergadura de 19 milímetros (0,7 plg). Sus alas son marrón claro hacia ocre y tiene marcas marrones especialmente a lo largo de R5 y se notan puntos blanquecinos en el borde de las alas anteriores con un disco ovoide de mayor diámetro y de color negro.: Notas 1  Tiene gran parecido con otra especie China, Eupithecia skoui, así como la especie japonesa Eupithecia hotlowayi.